# Найкращі американські фільми-мюзикли за 100 років за версією AFI
Список найкращих американських фільмів-мюзиклів (англ. AFI's Greatest Movie Musicals) входить до циклу «AFI 100 Years…» і містить найкращі американські мюзикли за останні сто років, за версією Американського інституту кіномистецтва (AFI).
Список був проголошений 3 вересня 2006 року і, на відміну від інших списків з «Серії 100 років», замість традиційних 100, містить лише 25 найменувань. Переможці були обрані з 180 номінантів, за результатами голосування 500 авторитетних фахівців: композиторів, музикантів, критиків, істориків та працівників кіно.
Церемонія оголошення відбулася в амфітеатрі «Голлівуд Боул» у Голлівуді й не транслювалася у прямому ефірі по телебаченню, як попередні. Симфонічний оркестр під керівництвом Джона Мауцері виконував уривки музичних творів кожного фільму-переможця, багато з них супроводжувалися показом на екрані найкращих сцен із стрічок.
Перше місце посів мюзикл «Співаючи під дощем», який, зокрема, 1989 року був включений Бібліотекою Конгресу до списку культурно, історично та естетично значимих фільмів і обраний для довічного зберігання в Національному реєстрі фільмів.

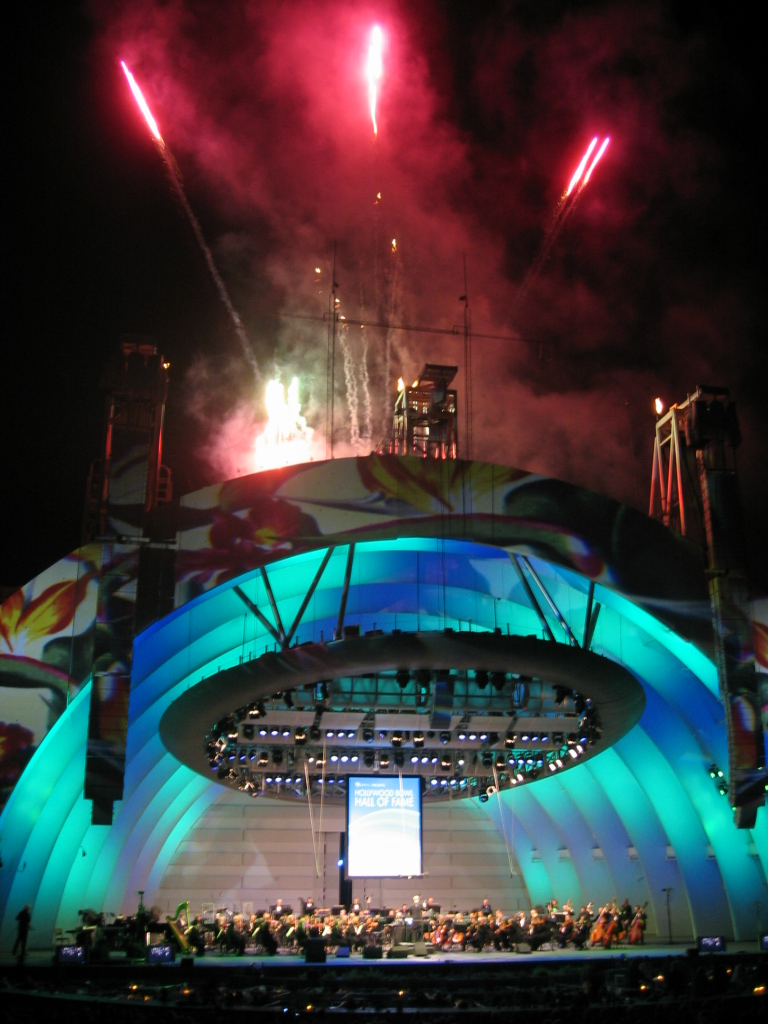
Церемонія оголошення відбулася в амфітеатрі «Голлівуд Боул»

| №  | Фільм                         | Рік  | Кінокомпанія         |
| -- | ----------------------------- | ---- | -------------------- |
| 1  | Співаючи під дощем            | 1952 | Metro-Goldwyn-Mayer  |
| 2  | Вестсайдська історія          | 1961 | United Artists       |
| 3  | Чарівник країни Оз            | 1939 | Metro-Goldwyn-Mayer  |
| 4  | Звуки музики                  | 1965 | 20th Century Fox     |
| 5  | Кабаре                        | 1972 | Allied Artists       |
| 6  | Мері Поппінс                  | 1964 | Walt Disney Pictures |
| 7  | Народження зірки              | 1954 | Warner Brothers      |
| 8  | Моя чарівна леді              | 1964 | Warner Brothers      |
| 9  | Американець в Парижі          | 1951 | Metro-Goldwyn-Mayer  |
| 10 | Зустрінь мене в Сент-Луїсі    | 1944 | Metro-Goldwyn-Mayer  |
| 11 | Король і я                    | 1956 | 20th Century Fox     |
| 12 | Чикаго                        | 2002 | Miramax Films        |
| 13 | 42-а вулиця                   | 1933 | Warner Brothers      |
| 14 | Весь цей джаз                 | 1979 | 20th Century Fox     |
| 15 | Циліндр                       | 1935 | RKO Pictures         |
| 16 | Смішна дівчина                | 1968 | Columbia Pictures    |
| 17 | Театральний фургон            | 1953 | Metro-Goldwyn-Mayer  |
| 18 | Янкі Дудл Денді               | 1942 | Warner Brothers      |
| 19 | Звільнення у місто            | 1949 | Metro-Goldwyn-Mayer  |
| 20 | Бріолін                       | 1978 | Paramount Pictures   |
| 21 | Сім наречених для семи братів | 1954 | Metro-Goldwyn-Mayer  |
| 22 | Красуня і чудовисько          | 1991 | Walt Disney Pictures |
| 23 | Хлопці та лялечки             | 1955 | Metro-Goldwyn-Mayer  |
| 24 | Плавучий театр                | 1936 | Universal Studios    |
| 25 | Мулен Руж!                    | 2001 | 20th Century Fox     |